# محمد بن بكر الفرسطائي
محمد بن بكر بن أبي بكر* بن يوسف الفرسطائي النفوسي
الملقب بابوعبد الله: 345 هـ / 956م - ت: 440 هـ / 1049م). أحد أقطاب الإسلام في المغرب، ومن أبرز المصلحين الدينيين والاجتماعيين.
وصفه الدرجيني بقوله: «هو الطود الذي تضاءلت دونه الأطواد، والبحر الذي لا تقاس به الثماد»؛ وهو خضمٌّ عظيم من جلائل السير والآثار، ولنتبيَّنَ معالم شخصية نصنُّفها إلى محطَّات [انحياز]هي:

## مولده
ولد الشيخ أبو عبد الله بمدينة بلدية فرسطاء بجبل نفوسة،  شرقي مدينة كَبَأو، من مديرية الحرابة التابعة للالوت؛ ولم تحدِّد كتب السير تاريخ ميلاده، فيجعله الجعبيري في الربع الأخير من القرن الرابع الهجري، أي ما بين 375 و400هـ، وهو تاريخ غير محتمل، لأنَّ أبا عبد الله تتلمذ على يد الشيخ أبي نوح سعيد بن زنغيل بالقيروان، ويبدو أنَّ ذلك كان أثناء إقامته بالحامة بين يدي المعزِّ الفاطمي، أي قبل رحيله إلى مصر سنة 362ه. إلاَّ أنَّ علي يحيى معمر وسالم بن يعقوب      يحدِّدان تاريخ ميلاده بسنة 345هـ، وهو الراجح.

## تعلُّمه
أخذ مبادئ العلوم في مسقط رأسه فرسطاء، ثمَّ تنقَّل بين عدَّة مدن للاستزادة من الفنون على يد أكابر العلماء في زمانه: القيروان، وجربة، والحامة. ففي الأولى نهل من معين اللغة العربية وعلوم الآلة، وفي الثانية ارتوى من علوم الشريعة عند الشيخ أبي زكرياء فصيل بن أبي مِسوَر بالجامع الكبير، وفي الحامَّة عند شيخه أبي نوح سعيد ابن زنغيل، فكان من تلاميذه المتقدِّمين كما يذكر الوسياني في سيره.
سافر بعدها إلى قصطيلية بحثا عن الشيخ أبي عمران موسى بن زكرياء، ليأخذ عنه الفقه والفروع، إلاَّ أنَّ وفدا من جربة اضطرُّوه إلى التحوُّل من مرحلة التعلُّم إلى مرحلة التعليم وتأسيس حلقة العزَّابة.

## مصدر رزقه
اعتمد أبو عبد الله على نفسه في توفير مصدر قوته، فلم يشغله العمل العلمي والاجتماعي عن السعي لكسب الرزق بكدِّ يمينه، فقد اتخذ لنفسه غنماً وماشية يتنقَّل بها بين عدَّة مناطق، متتبِّعا مصدر الكلأ، مثل نفوسة، ووادي سوف، ووادي أريغ، ووادي ميزاب. كما كان يملك ضيعات كثيرة منها ما أشار إليه الوسياني بقوله: إنَّ بني ورتيزلن غرسوا له خمسمائة (500) فسيلة «وحيين كلُّهنَّ وبلَّغن العشور».

## تأسيس حلقة العزَّابة
تميز أبو عبد الله بتأسيسه لنظام هو الآية بين النظم الاجتماعية القديمة والحديثة: نظام حلقة العزَّابة. أطنبت المصادر في ذكر تفاصيل تأسيس هذا النظام، فقد كانت المبادرة لوفد من طلبة جربة، التقوا بالشيخ وهو في طريقه إلى قصطيلية - كما ذكرنا - وبلَّغوا إليه وصية شيخهم وشيخه - من قبل - أبي زكرياء فصيل بن أبي مسور بأن يطلبوا منه تأسيس حلقة للعلم، فأبى أوَّل الأمر، وبعد إصرارهم وإلحاحهم الشديد لم يتركوا له بدًّا من القبول؛ فاشترط عليهم مهلة أربعة أشهر ليرتِّب فيها نظاماً محكماً ودقيقا للتسيير الحسن للحلقة، فوافقوا. وساعده في التنظير والتخطيط أستاذه فصيل بن أبي مسور، ولذلك عرف هذا النظام ب «السيرة المسورية البكرية».
ثمَّ شرع في تطبيق مبادئ هذا النظام في أوَّل حلقة له بغار في «تين يسلي»، وهي «بَلْدَة اَعْمَر» بالقرب من مدينة تقرت - جنوب شرق الجزائر حاليا -، وذلك سنة 409هـ/1018م، وإلى هذا التاريخ نسب هذا الغار، وسمي ب«الغار التسعي»، وقد حُفر وجهِّز ونظِّم خصيصا لهذا الغرض. لم يحصر أبو عبد الله هدفه في مجرَّد التعليم الديني النظري فحسب، وإنما سعى إلى غرس مبادئ الإسلام في طلبته، على أنه منهج حياة، لا فصل فيه بين العلم والعمل، ولا بين النصِّ والواقع.
لذلك كان الشيخ كثير السفر مع طلبته في المغرب الإسلامي، من نفوسة شرقا إلى وادي ميزاب غرباً، يتعلَّمون ويعلِّمون الناس أمر دينهم، ويأمرون بالمعروف وينهون عن المنكر، ونذكر من بين المناطق الكثيرة التي استقرَّ فيها بحلقته: تين يسلي، قصطالية، طرابلس، لماية، جربة، تفاجالت، وادي أريغ، وغلانة، قنطرارة، وارجلان، بادية بني مصعب. ولهذا عرف الشيخ عند العَامة ب: «سيدي محمَّد السايح».
وقد ضبط قوانين وأنظمة صارمة لتسيير الحلقة، فقسَّم العُزَّاب - جمع عزَّابي من العزوب عن الدنيا، والإقبال على الآخرة، وخدمة الصالح العامِّ. ولا تعني العزوبة عن الزواج - إلى ثلاث مجموعات هي بمثابة المراحل التربوية المعروفة في عصرنا:
- الأصاغر - المرحلة الابتدائية-
- الأواسط - المرحلة الثانوية-
- الأكابر - المرحلة الجامعية-.

ويورد الوسياني تفاصيل أكثر بقوله: «وكان [أبو بعقوب محمَّد ابن يدر الزنزفي] في أمسنان [بجبل نفوسة] عادته يجلب العزَّاب المبتدئين من أهاليهم، ويعلِّمهم الأدب والسير، فإذا وصلوا الشيخ محمَّد بن سُدرين الوسياني أقرأهم القرآن والإعراب والنحو، وإذا وصلوا الشيخ أبا عبد الله محمَّد بن بكر علَّمهم الدين والعلم والأصول. فمثَّلوا هؤلاء الثلاثة في أريغ وقالوا: أبو يعقوب القاطع للأعواد من الجبل حزمات، والنجَّار أبو عبد الله محمَّد بن سُدرين يقطع الحزمات ألواحا، ويركِّبها الشيخ أبو عبد الله محمَّد ابن بكر - رحمة الله عليهم - ويصلحها ويسنِّيها».
وقد نظَّم الشيخ مجلسا للنساء، يتعلَّمن منه، ويستفتينه في أمور الدين والحياة، ومن العالمات اللائي تخرَّجن على يده: أمُّ البخت وأختها. ولم يكتف الشيخ بالجانب العلمي، فقد كان بمثابة الإمام في جميع الأمور والأحكام، وفي أخصِّ الأحوال الشخصية والعائلية والاجتماعية. فعلَّم تلاميذه الاعتناء بشؤون المجتمع، وتبعوه في سيرته، وورثوا مبادئ هذا النظام المحكم وورَّثوه للأجيال من بعدهم.
ولا يزال نظام الحلقة قائما إلى اليوم في جميع قرى وادي ميزاب ووارجلان، يدير شؤون المجتمع: الدينية، والأخلاقية، والثقافية، والاقتصادية، والسياسية...

## أسلوبه في الإصلاح
اتبع الشيخ أسلوب الأسفار والتنقُّلات، التي يتعرَّض فيها الطلبة للشدائد والمحن، ويبلون البلاء الحسن، ليعرف الغثَّ من السمين، والحجر من الإبريز، ويوجِّه كلاًّ إلى ما يصلح له: فمنهم من يصلح للقيادة الدينية، ومنهم من يخصَّص للتعليم، ومنهم من لا يصلح إلاَّ لنفسه.
كما كان الشيخ يعتمد على أسلوب فريد للإقناع والحجَّة، بالاستعانة بالأمثال الواقعية للإفهام والتغيير. حفظت كتب السير كثيرا منها.

## بعض منجزاته
- بناؤه لمسجد فرسطاء، ولا تزال آثاره باقية للعيان.
- إسكاته لفتنة الفرقة السكاكية، التي سعى لإشعالها أباد الله السكَّاك.
- إصلاح قبيلة بني ورزمار.
- إقناع سكَّان بلدة «أغرم نتلزضيت» بالمذهب الإباضي، وقد كانوا قبل على الاعتزال.

## تلاميذه
يعدُّ تلاميذ الشيخ بالمئات، من بلدان شَتى، ولعلَّ من أوائلهم: زكرياء ويونس ابنا أبي زكرياء. ومن أبرزهم ابنه أبو العباس أحمد، وأبو بكر بن يحيى، ويعقوب بن يعدل، ومصالة بن يحيى، وأبو الربيع سليمان بن يخلف المزاتي الذي كان رديفه في سلسلة نسب الدين.

## مؤلفاته
أوَّل من ذكر من كتَّاب السير بأنَّ لأبي عبد الله تآليف هو أبو زكرياء يحيى بن أبي بكر، في قوله: «وله في كلِّ فنٍّ تآليف كثيرة»، وتبعه في هذه المقولة الدرجيني في طبقاته والشماخي في السير: «له في كلِّ فنٍّ تآليف كثيرة، أكثرها في الحجج والبرهان، لأنه كان فيها ركن الأركان، وله في الأخلاق حكم وأقوال».
غير أنهم لم يوردوا لنا ولو عنوانا واحدا من كتبه، والناظر في التراث الإباضي من كتب السير والفقه والعقيدة، يجدها تعجُّ بآرائه وحكمه؛ ومن ثمَّ يتضح لنا أنَّ أبا عبد الله لم يؤلِّف كتبا لقصد التأليف، وإنما جمع له تلامذته فتاويه وحكمه وأخذها عنهم المؤلِّفون لتعرف فيما بعد بتآليف أبي عبد الله. وأشمل كتاب يجمع آراء الشيخ وعلمه هو «كتاب التحف المخزونة» لتلميذه سليمان بن يخلف، (مخ) في جزأين.

## صفاته الخلقية، وأقوال العلماء فيه
أطنبت المصادر في ذكر مناقبه وصفاته الخلقية، ولا بأس أن نورد أنموذجا لشهادة بعض معاصريه فيه:
~ قال عنه أبو محمَّد ماكسن بن الخير: «مثل أبي عبد الله مثل من قال الله فيه: {هذا نذيرٌ من النذُر الاُولى}».
~ وقال عنه محمَّد بن أبي صالح النفوسي: «فيه خمس خصال قليلة في غيره من أهل العصر: عالم، ورع، عابد، سخي، شجاع، من ذروة نفوسة».

## وفاته
أجمعت المصادر على أنَّ وفاة الشيخ كانت سنة (440هـ/1049م)، وقبره في مقبرة قدَّام غاره بآجلو، إلاَّ أنَّ أبا زكرياء يقول إنَّ أبا الخطَّاب عبد السلام نزل أريغ سنة 441 هـ/1050م، فوجد أبا عبد الله يحتضر؛ وانفراده بهذه المعلومة رغم قدمه، يجعلنا نرجِّح أن يكون التاريخ تصحيفا من بعض النسَّأخ.

## الدراسات حوله
اهتمَّ العلماء والباحثون بشخصية أبي عبد الله اهتماما كبيرا، فأفردوا له ولنظام الحلقة مؤلَّفات ورسائل جامعية خاصَّة، فضلا عن الفصول المطوَّلة في كتب السير والتاريخ، ونذكر من الكتب والبحوث:
- «الإمام أبو عبد الله محمَّد بن بكر»: للشيخ أبي اليقظان إبراهيم (مخ).
- «نظام العزَّابة بجربة: للأستاذ فرحات الجعبيري»، رسالة لنيل شهادة الدراسات المعمقة.
- «نظام العزَّابة»: للشيخ متياز الحاج إبراهيم.
- «حلقة العزَّابة»: للدكتور محمَّد ناصر.
- «نظام العزَّابة»: للأستاذ صالح سماوي، رسالة لنيل دبلوم الدراسات المعمَّقة.
- «النظم الاجتماعية والتربوية عند الإِباضِية في مرحلة الكتمان»: للدكتور عوض خليفات.
- مذكرة ليسانس حول «حلقة العزَّابة»: للطالب خواجة عبد العزيز.

ومع ذلك تبقى جوانب عديدة من موضوع نظام العزَّابة تحتاج إلى المزيد من الدراسات المتخصِّصة، خاصَّة من المنظور التربوي، والفكري، والاجتماعي، والحضاري ...:
```
ابن فرسطاء
```

1. ↑  El-Zouki, Ashour V. (1980) "Stratigraphy and lithofacies of the continental clastic (Upper Jurassic and Lower Cretaceous) of Jabal Nafusah, NW Libya" in Salem, M. J. and Busrewil, M. T. (ed.) (1980) The Geology of Libya: Symposium on the Geology of Libya (2nd : 1978 : Tripoli, Libya) Academic Press, New York, volume II, pp. 394–418,  (ردمك 0-12-615501-1)
2. ↑  مزهودي مسعود, جبل نفوسة (2005). جبل نفوسة (بالعربية و الأمازيغية). مؤسسة تاوالت.{{استشهاد بكتاب}}:  صيانة الاستشهاد: لغة غير مدعومة (link)
3. ↑  "علي يحيى معمر | المكتبة السعيدية". alsaidia.com. مؤرشف من الأصل في 2021-05-02. اطلع عليه بتاريخ 2021-05-09.
4. ↑  الشهيد محمد علي يحي/الانقاذ/ العدد 45 (عدد خاص عن الشهيد محمد ) / يناير 1995م / ص 3
5. ↑  "معلومات عن سالم بن يعقوب على موقع viaf.org". viaf.org. مؤرشف من الأصل في 2019-12-07.
6. ↑  "معلومات عن سالم بن يعقوب على موقع id.loc.gov". id.loc.gov. مؤرشف من الأصل في 2019-12-07.
7. ↑  "معلومات عن سالم بن يعقوب على موقع opc4.kb.nl". opc4.kb.nl. مؤرشف من الأصل في 2019-12-07.